# Fahrid Murray Abraham
F. Murray Abraham (polno ime Fahrid Murray Abraham), ameriški filmski in gledališki igralec, * 24. oktober 1939.
Od začetka 60. let 20. stoletja je nastopal v newyorških gledališčih, v filmih igra od 1971. Leta 1985 je prejel oskarja za glavno moško vlogo skladatelja Antonia Salierija v filmu Amadeus režiserja Miloša Formana.

## Glavni filmi
- Vsi predsednikovi možje (All the President's Men) - 1976
- Brazgotinec (Scarface) - 1983
- Ime rože (Der Name der Rose/The Name of the Rose) - 1985
- Amadeus - 1985
- Zadnja velika pustolovščina (Last Action Hero) - 1993
- Nostradamus - 1994
- Mogočna Afrodita (Mighty Aphrodite) - 1995
- Otroci revolucije (Children of the Revolution) - 1996
- Odlična trupla (Cadaveri eccellenti) - 1998
- Joshua - 2002
- Goltzius and the Pelican Company - 2011